# ناپلئون (میشیگان)
ناپلئون (به انگلیسی: Napoleon) یک منطقهٔ مسکونی در ایالات متحده آمریکا است که در شهرستان جکسون، میشیگان واقع شده‌است. ناپلئون ۲۹۳ متر بالاتر از سطح دریا واقع شده‌است.